# Besucherbergwerk Freudenstadt
Das Besucherbergwerk Freudenstadt (früher Grube Heilige Drei Könige) war ein um 1530 und von 1559 bis etwa 1562 betriebenes Erkundungsbergwerk auf der Suche nach Silber- und Kupfererzen bei Freudenstadt im Schwarzwald. Es fand keine Förderung statt, da keine Silber- oder Kupfererze erschlossen wurden. Es wird seit 1999 als Besucherbergwerk genutzt. Nach der Wiederentdeckung 1996 wurde die Grube zeitweilig fälschlicherweise als Friedrichs Fundgrube bezeichnet, diese befand sich jedoch weiter südlich.

## Geschichte
Bergbau auf Silber wurde im Bereich Freudenstadt bereits 1267 erstmals urkundlich erwähnt. Für die folgenden Jahrhunderte liegen keine Berichte vor, erst für die 1520er und 1530er Jahre liegen wieder Hinweise auf Bergbau in der Region vor. In der Nähe älterer Schächte wurde um 1530 die (später so benannte) Grube Heilige Drei Könige begonnen und ein 36 m tiefer Tagschacht abgeteuft, ein etwa 10 m langer Querschlag eingerichtet und darunter ein zweiter Schacht angelegt, dieser Blindschacht hatte eine Tiefe von 12 m. Die Arbeiten wurden vor 1550 wieder eingestellt.
Im Jahre 1550 wurde Christoph von Württemberg vierter Herzog von Württemberg, zu dieser Zeit waren alle Gruben des Reviers stillgelegt und unzugänglich. Herzog Christoph war stark am Bergbau interessiert und erließ bereits 1551 eine neue Bergordnung und ordnete die Untersuchung der Gebiete um Neubulach, Reinerzau und Dornstetten (einschließlich des Gebietes um das erst 1599 gegründete Freudenstadt) an. Ab 1558 wurde der Bergbau wieder aufgenommen, zwischen 1560 und 1564 eine Gewerkschaft gegründet. Diese verfügte über einige Gruben im Christophstal, insbesondere den St. Christophs-Erbstollen und die Grube Heilige Drei Könige, deren Name jetzt erstmals ausdrücklich genannt wird.
Der Blindschacht der Grube wurde ab 1559 weiter vertieft und schließlich in 52 m Gesamteufe eine neue Sohle angelegt von der ein zweiter Blindschacht abgeteuft wurde. Insgesamt wurde eine Teufe von 69 m erreicht, um 1562 wurde der Bergbau eingestellt, da sich alle Hoffnungen Silber zu finden nicht bewahrheitet hatten. Im benachbarten St. Christophs-Erbstollen wurde 1567 eine reiche Silberader entdeckt, im Folgejahr die noch ertragreichere an der Kehrsteige im Christophstal, so dass sich der Bergbau in der Region auf die Ausbeutung dieser beiden Lagerstätten konzentrierte.

## Besucherbergwerk

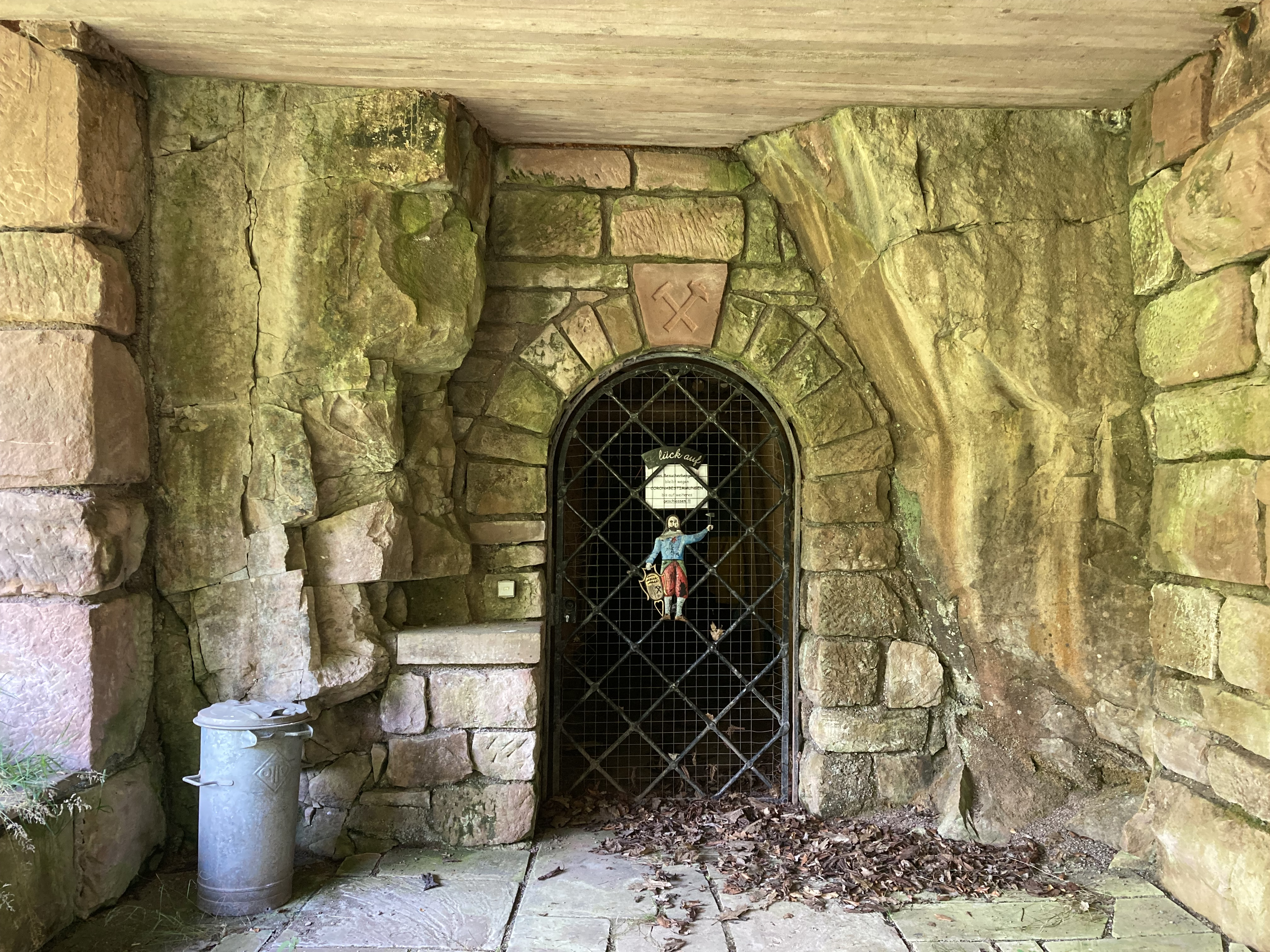
Zugang Besucherbergwerk

Das heutige Bergwerk besteht aus einem abgesetzten Schacht, der aus drei Teilschächten von 29 m, 24 m und 16 m Teufe besteht, die durch zwei Sohlen verbunden sind. Vier weitere Sohlen wurden vom oberen Teilschacht, dem Tagschacht, aus vorgetrieben.
Bei der Freilegung wurde auf der Sohle des mittleren Schachtes der gut erhaltene Wellbaum einer Handhaspel gefunden und dendrochronologisch auf das Jahr 1560 datiert (mit einer Genauigkeit von ±5 Jahren). In der Haspelkammer über dem unteren Schacht ist eine Inschrift mit 5 Zeichen in das Gestein gemeißelt, die als Jahreszahl 1556 oder als 1561 gelesen werden kann.
In den 1930er Jahren wurde bei Bauarbeiten zur Errichtung eines Luftschutzbunkers der Hauptschacht des Bergwerkes durch Zufall angeschnitten, jedoch ohne weitere Erkundung zugemauert. Erst 1996 wurde der Schacht hinter der Mauer der Luftschutzanlage erneut entdeckt und in den folgenden drei Jahren systematisch erkundet und aufgewältigt. Seit 1999 ist das Besucherbergwerk geöffnet, in den Folgejahren wurden parallel zum Besucherbetrieb weitere Teile der Grube erschlossen.